# Abronia anzuetoi
Abronia anzuetoi е вид влечуго от семейство Слепоци (Anguidae). Видът е световно застрашен, със статут Уязвим.

## Разпространение
Разпространен е в Гватемала.